# Doraemon: Nobita no kyōryū 2006 DS
Doraemon: Nobita no kyōryū 2006 DS (ドラえもん のび太の恐竜 2006 DS?, Doraemon - Nobita no kyōryū 2006 DS) è un videogioco di carte pubblicato esclusivamente in Giappone dalla SEGA per Nintendo DS nel 2006. È ispirato al celebre manga Doraemon di Fujiko F. Fujio. È il primo videogioco di Doraemon pubblicato dalla SEGA e l'ultimo sviluppato dalla Epoch.

## Accoglienza
Doraemon: Nobita no kyōryū 2006 DS ha ottenuto un punteggio di 29/40 dalla rivista Famitsū, basato sulla somma dei punteggi (da 0 a 10) dati al gioco da quattro recensori della rivista.